# Штарк, Иоганн Август фон
Барон Иоганн Август фон Штарк (нем. Johann August von Starck; 1741—1816) — немецкий педагог, проповедник и писатель

; доктор философ

ии и богословия.

## Биография
Родился 29 октября 1741 года в городе Шверине в семье местного священнослужителя Самуила Кристфрида Старка (1688-1769). Он изучал богословие и востоковедение в Гёттингенском университете под руководством Иоганна Давида Михаэлиса, от взглядов которого он позже отошёл.  
Свою научную деятельность Иоганн Август Штарк начал профессором в университете Кенигсберга, где впоследствии был генерал-суперинтендантом и придворным проповедником. 

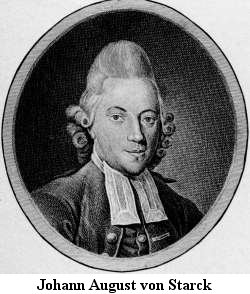
Иоганн Август фон Штарк

В 1776 году Иоганн Август Штарк, отказавшись от этих должностей, уехал в Митаву и принял здесь место профессора философии в Митавской академической гимназии. В этой должности он оставался до 1781 года, когда был назначен старшим придворным проповедником в Дармштадте. 
В 1811 году Иоганн Август Штарк был возведен в баронское достоинство герцогом Гессенским, высоко ценившим его заслуги, как проповедника и ученого. 
Его научные работы (на немецком и латинском языках), издававшиеся почти беспрерывно с 1763 года, касались самых разных областей (см. раздел «Библиография»). Также его перу принадлежат несколько сборников проповедей и капитальный труд, выдержавший несколько изданий, «Theoduls Gastmahl, oder über die Vereinigung der verschiedenen christlichen Religions-Societäten» (Frankf. а/M. 1809), в котором автор делает попытку согласовать и соединить учения различных религиозных обществ. Дополнение к этому сочинению («Theoduls Briefwechsel») по сохранившимся бумагам фон Штарка было напечатано уже после его смерти в 1828 году, в Дрездене, Денневиллем.
Иоганн Август фон Штарк скончался 3 марта 1816 года в Дармштадте.